# Pluto e l'arrosto
Pluto e l'arrosto (Pantry Pirate), noto anche come Pluto pirata in cucina, è un film del 1940 diretto da Clyde Geronimi. È un cortometraggio animato della serie Pluto, prodotto dalla Walt Disney Productions e uscito negli Stati Uniti il 27 dicembre 1940, distribuito dalla RKO Radio Pictures.

## Trama
La mammy porta fuori di casa Pluto e lo lega alla cuccia. Mentre dorme, il cane sente il profumo dell'arrosto cucinato dalla donna, così, liberatosi dalla corda, rientra in casa di nascosto per mangiarselo. Dopo aver tentato senza successo di raggiungere l'arrosto usando un'asse da stiro, Pluto finisce per inspirare del sapone in polvere e inghiottire dell'acqua saponata. Il cane inizia così a starnutire, creando ogni volta un sacco di bolle. Gli starnuti lo portano a rompere delle tazzine, richiamando l'attenzione della mammy. La donna si precipita nella stanza, sospettando subito del cane, ma Pluto riesce a tornare in giardino appena in tempo. La mammy si accorge che Pluto sta dormendo (per finta), e torna in casa. Il cane è felice, anche se le bolle continuano a uscirgli dalla bocca.

## Distribuzione

### Edizioni home video

#### VHS
- Winny-Puh a tu per tu (marzo 1986)[1]

#### DVD
Il cortometraggio è incluso nel DVD Walt Disney Treasures: Pluto, la collezione completa - Vol. 1.